# سفارة المجر في التشيك
سفارة المجر في التشيك هي أرفع تمثيل دبلوماسي لدولة المجر لدى التشيك. تقع السفارة في براغ وهي تهدف لتعزيز المصالح المجرية في التشيك.

## وصلات خارجية
- الموقع الرسمي
- قائمة سفارات المجر
- قائمة السفارات في التشيك